# Campanya del Desert Occidental
La Campanya del Desert Occidental, també coneguda com la Guerra del Desert, va ser l'etapa inicial de la campanya del nord d'Àfrica durat la Segona Guerra Mundial. La campanya va ser enormement influenciada per la disponibilitat de transport i de subministraments. La capacitat de les forces aliades, operant des de l'assetjada Malta per atacar els combois de l'Eix era crítica. Els atacs aliats negaven al comandant alemany Erwin Rommel, el combustible i els reforços que necessitava desesperadament en els moments crítics. A inicis de 1942, els Estats Units envià un petit contingent de bombarders en suport de la campanya, referint-se com la campanya Egipte-Líbia.
Des de l'inici, la Campanya del Desert Occidental va ser una anar endavant i endarrere. El setembre del 1940 s'inicià la primera ofensiva quan forces italianes envaïren Egipte des de Líbia atacant les tropes britàniques i de la Commonwealth allà estacionades. L'ofensiva italiana va ser aturada i, al desembre de 1940, els britànics llançaren un contraatac; iniciant-se un atac de 5 dies que es convertí en l'Operació Compass, resultant en pèrdues massives pels italianes. Alemanya envià en suport del seu aliat un contingent de tropes terrestres i aèries per evitar el col·lapse total, i Alemanya es convertí en el soci dominant.
Les forces de l'Eix llançarien dues grans ofensives contra els Aliats. Totes dues vegades l'Eix va fer recular els aliats fins a Egipte, però en ambdues ocasions els aliats van retenir i van reconquerir el terreny perdut. En el segon (i darrer) assalt de l'Eix, els aliats van haver de recular molt dins d'Egipte; però aconseguiren donar la volta a la situació a El Alamein i aconseguiren empènyer les forces de l'Eix cap a l'oest i fins i tot treure'ls de Líbia. Les tropes de l'Eix van haver de recular fins a Tunísia, quan la Campanya del Desert Occidental acabà i el Vuitè Exèrcit i l'Afrika Korps de Rommel s'involucraren a la Campanya de Tunísia, que començà al novembre de 1942.

## Preguerra

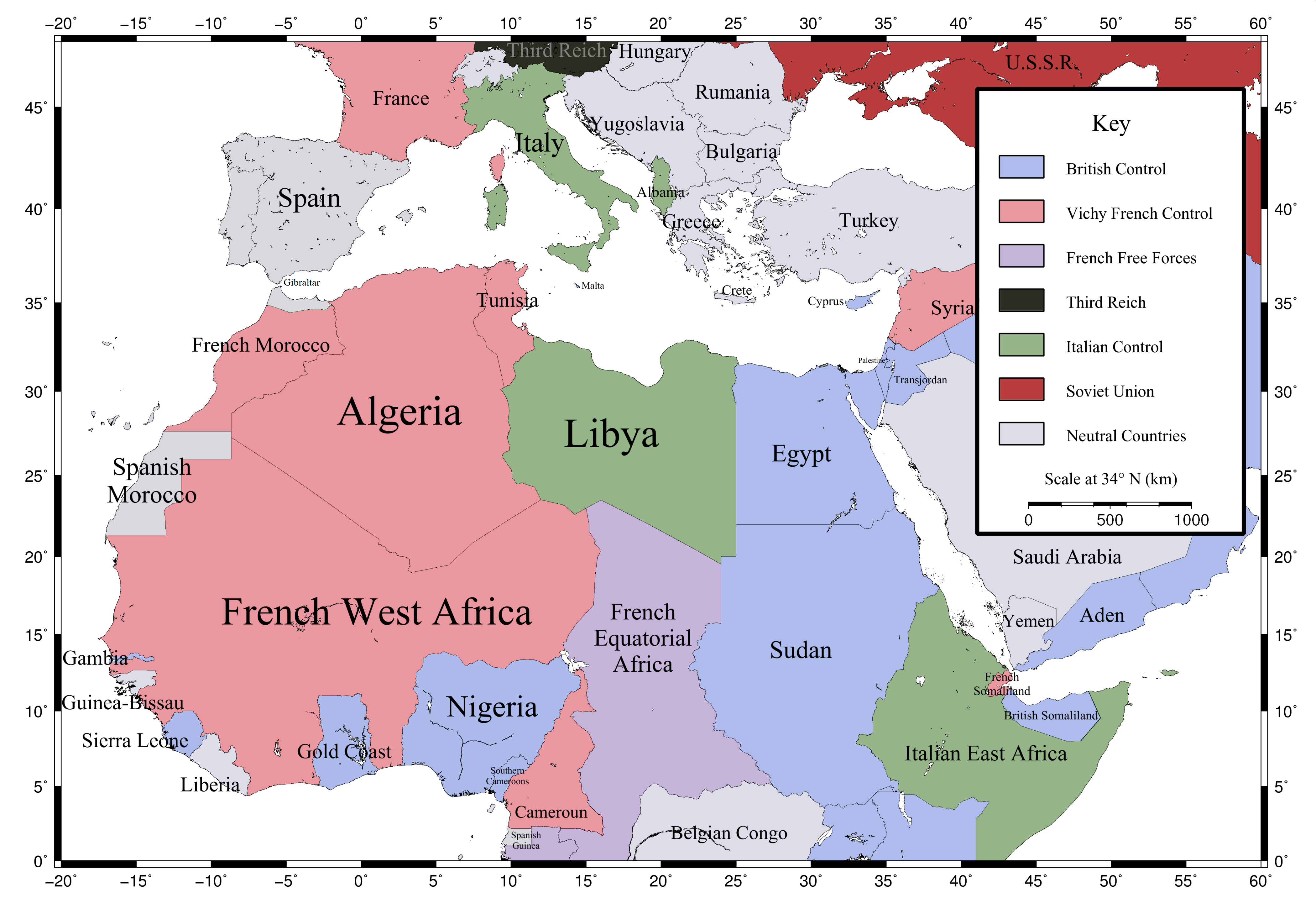
El nord d'Àfrica abans de l'inici de l'ofensiva

Els britànics tenien tropes a Egipte des de 1882. Però aquestes havien quedat molt reduïdes en virtut del Tractat Anglo-Egipci signat amb el Regne d'Egipte el 1936. Les relativament modernes tropes britàniques i de la Commonwealth a Egipte tenien la missió principal de protegir el Canal de Suez, car era vital per les comunicacions britàniques amb els territoris a l'oceà Índic i a l'Extrem Orient.

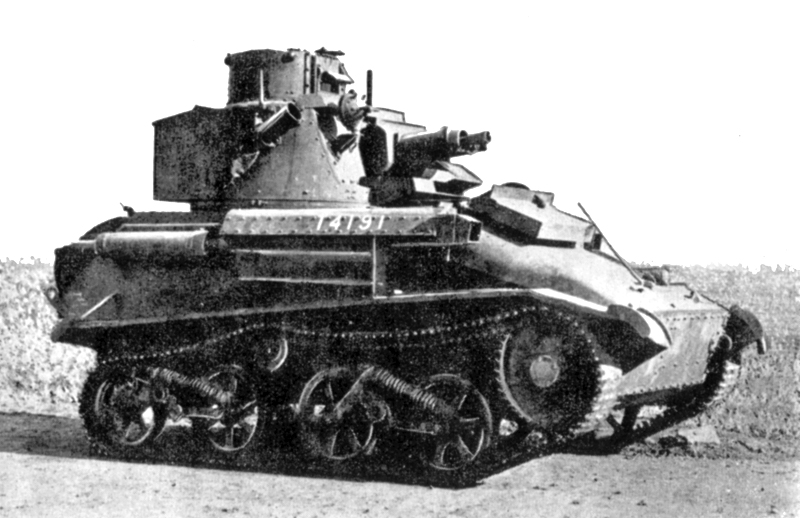
El Mark VI, un tanc lleuger britànic amb metralladora a una torreta giratòria.

Però, des de 1938, les tropes britàniques havien inclòs la Força Mòbil (Egipte). Comandada pel major general Percy Hobart, es tractava d'una de les úniques dues formacions cuirassades d'entrenament britàniques. Amb l'esclat de la guerra va passar a anomenar-se Divisió Cuirassada (Egipte), fins a esdevenir la 7a Divisió Cuirassada; la qual es faria famosa sota el nom de les Rates del Desert (Desert Rats). La 7a Divisió Cuirassada serví com la principal força que defensà la frontera líbia a l'inici de la guerra.
Al juny de 1939, el tinent general Henry Maitland "Jumbo" Wilson arribà a Cairo com a comandant de les tropes britàniques a Egipte, posat també al capdavant de les tropes britàniques i de la Commonwealth que defensaven Egipte. A finals de juliol, el tinent general Archibald Wavell va ser nomenat general i enviat al Cairo per ser nomenat Comandant en Cap del recentment creat Comandament de l'Orient Mitjà, amb responsabilitats sobre el teatre de la Mediterrània i de l'Orient Mitjà; càrrec que comportava el control operatiu de totes les forces a Egipte, Sudan, Palestina, Transjordània i Xipre. Però a mesura que la guerra progressava, la seva autoritat s'estengué pel nord d'Àfrica, Aden, Iraq, les costes del Golf Pèrsic i Grècia. El 17 de juny de 1940, les tropes de Wilson es dirigien cap a Líbia sota les ordres del major general Richard O'Connor i el seu quarter general de la 6a divisió d'infanteria, la qual va ser batejada com Força del Desert Occidental. O'Connor va ser promogut a tinent general a l'octubre i el seu comandament va ser reforçat i expandit.
Líbia havia estat una colònia italiana des que el Regio Esercito derrotà l'Exèrcit Imperial Otomà el 1912 durant la Guerra Italoturca. Situats entre el nord d'Àfrica francès i Egipte, els italians es prepararen per combatre a tots dos costats.
En el moment d'esclatar la Segona Guerra Mundial, Itàlia disposava de dos exèrcits a Líbia: el Cinquè Exèrcit i el Desè Exèrcit. Ambdós exèrcits estaven comandats pel Comandant en Cap del Nord d'Àfrica Italià i Governador General de la Líbia Italiana, el Maresciallo dell'Aria Italo Balbo. El Cinquè Exèrcit a Tripolitània estava comandat directament pel general Italo Gariboldi. El Cinquè Exèrcit tenia 9 divisions d'infanteria. El Desè Exèrcit a Cirenàica estava comandat pel general Mario Berti, i estava format per 5 divisions d'infanteria. A finals de juny de 1940, la força principal a la frontera amb Egipte era el Desè Exèrcit. En tots els respectes, les forces terrestres i aèries italianes disponibles a Líbia superaven en molt les forces britàniques a Egipte. Els britànics, però, tenien més qualitat.
D'acord amb el Primer Ministre britànic Winston Churchill, els aproximadament 125.000 italians de Líbia feien front a uns 50.000 britànics a Egipte. Els britànics estimaven que els italians tenien 6 divisions metropolitanes d'infanteria i dues divisions milicianes a Cirenaica, a més de 3 divisions frontereres. Per fer front a aquesta força, els britànics disposaven de la 7a Divisió Cuirassada, dos terços de la 4a Divisió d'Infanteria Índia, un terç de la Divisió Neozelandesa, 14 batallons britànics i dos regiments de la Royal Artillery.

## Atacs
La força de cobertura inicial de què disposaven els britànics a la frontera egípcia era petita però efectiva. Incloïa tancs lleugers del 7è d'Hússars, cotxes blindats de l'11è d'Hússars, dos batallons motoritzats del 60è de Rifles i la Brigada de Fusellers, i dos regiments de l'Artilleria Reial a Cavall motoritzats.

El Desert Occidental 1940-1942

L'11 de juny de 1940, l'endemà que els italians declaressin la guerra als Aliats, les forces italianes estacionades a Líbia i les forces britàniques i de la Commonwealth estacionades a Egipte iniciaren una sèrie de petits atacs els uns contra els altres. Entre els atacs més notables hi ha un raid de l'11è d'Hússars 24 hores després de la declaració de guerra italiana: els vehicles cuirassats travessaren la frontera líbia i capturaren diversos italians que, aparentment, no s'havien assabentat que s'havia declarat la guerra. El 12 de junt, 63 italians més van ser capturats durant un nou atac.
El 14 de juny, l'11è d'Hússars, el 7è d'Hússars i una companyia de la 60a de Fusellers capturaren Fort Capuzzo i Fort Maddalena, fent 220 presoners més. El 16 de juny, un atac en profunditat en territori italià resultà en la destrucció de 12 tancs italians. A més, interceptaren un comboi a la ruta Tobruk-Bardia, part de la Via Balbia, capturant un general italià.
El 25 de juny França signà un armistici amb Itàlia i les divisions i el material del Cinquè Exèrcit italià a Tripolitània podia ser dispersat per reforçar i enfortir el Desè Exèrcit a Cirenaica. En aquells moments, el Desè Exèrcit disposava de 10 divisions, mentre que el Cinquè Exèrcit només en disposava de quatre. A mitjans de juliol, els italians podien reforçar les tropes a la frontera egípcia amb dues divisions completes d'infanteria i elements de dues més.
El 28 de juny, el Mariscal de l'Aire Italo Balbo va ser mort per foc amic mentre que aterrava a Tobruk. El seu avió va ser abatut pel foc antiaeri poc després d'un atac aeri britànic. Balbo va ser substituït com a Comandant en Cap i Governador General pel Mariscal Rodolfo Graziani.

Oficials de l'11è d'Hússars fan servir un parasol per obtenir ombra durant una aturada, mentre que patrullen per la frontera líbia, el 26 de juliol de 1940. El vehicle és un Morris CS9 cuirassat.

El 5 d'agost va tenir lloc una gran però inconclusa acció entre Sidi Azeiz i Fort Capuzzo. 30 tancs mitjans M11/39 italians van establir contacte amb el 8è d'Hússars intentant ocupar la zona. El general Wavell va concloure que no estava en posició per negar als italians.
El desgast i les avaries dels vehicles cuirassats de la 7a Divisió Cuirassada va arribar a proporcions crítiques i els tallers van quedar saturats. Amb una mitja de només la meitat dels tancs disponibles per a l'acció i adonant-se que la seva única força efectiva estava quedant sense cap propòsit estratègic, Wavell retallà operacions extensives i ordenà al 7è Grup de Suport, sota el comandament del Brigadier William Gott, i l'11è d'Hússars sota el tinent coronel John Combe, que es dediquessin a la defensa de la frontera. Aquestes unitats donarien una pantalla de punts avançats per advertir de qualsevol aproximació italiana.
Pel 13 d'agost, en terme d'actuació durant les hostilitats inicials, el balanç estava inclinat cap als britànics. Dominaven tant el desert com als italians. Els tanteigs inicials havien deixat als italians totalment desmoralitzats i sense que se sentissin segurs. No tenien més seguretat a les defenses estàtiques del seu propi territori. I, amb la possible excepció d'algunes unitats puntuals com la Companyia Auto-Sahariana, els italians no estaven segurs en el desert obert, on se sentien fora del seu element. En dos mesos de guerra al desert, els italians havien perdut aproximadament 3.000 homes davant poc més d'un centenar de baixes britàniques.
Durant la resta d'agost i els primers dies de setembre s'estengué una calma tensa sobre el desert. Aquesta calma només es trencava pels contactes entre les patrulles i els esporàdics combats aeris, mentre que ambdós bàndols intentaven descobrir les intencions de l'altre. Mentre que un formidable espionatge a Egipte mantenia informats als italians, els britànics triaren altres formes per obtenir informació dels italians. El Long Range Desert Group va ser creat pel Major Ralph A. Bagnold i ben aviat els moviment italians darrere les línies eren informats per ràdio.

## Ofensiva italiana

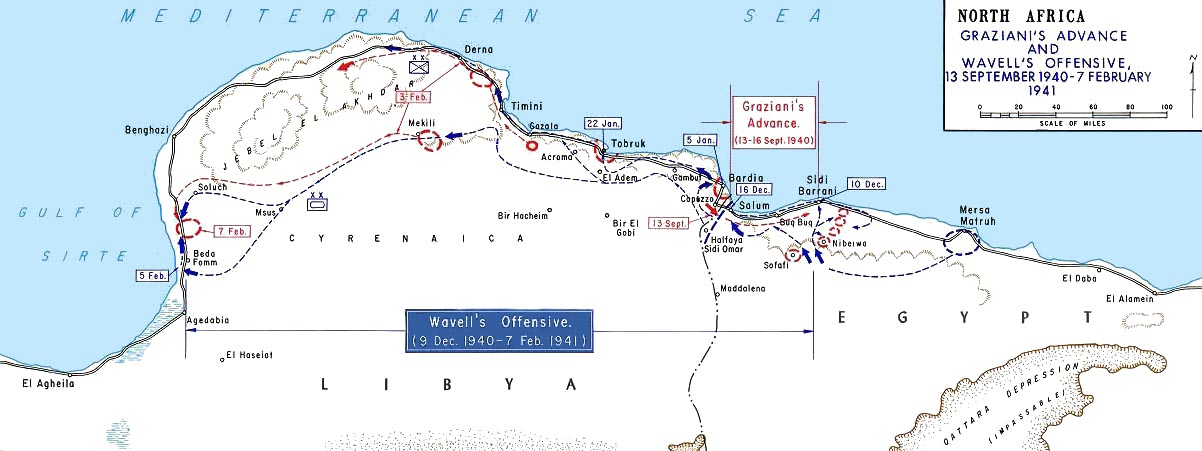
Avanç de Graziani i ofensiva de Wavell – 13 de setembre de 1940 – 7 de febrer de 1941

Benito Mussolini, ansiós per enllaçar el Nord d'Àfrica Italià (Africa Settentrionale Italiana) i l'Àfrica Oriental Italiana (Africa Orientale Italiana) i esperant capturar el Canal de Suez i els camps petroliers àrabs, ordenà la invasió d'Egipte el 8 d'agost.
El 9 de setembre de 1940, les forces italianes sota el comandament suprem del Mariscal Rodolfo Graziani envaïren Egipte des de les seves bases a Cirenàica. Sollum, el Pas de Halfaya i Sidi Barrani van ser capturats pels italians; però el 16 de setembre, Graziani aturà l'avanç, dient que tenia problemes de subministraments. Malgrat que Mussolini urgia Graziani perquè continués, els italians s'atrinxeraren prop de Sidi Barrani i establiren diversos camps fortificats.
Graziani s'havia aturat a 18 milles a l'oest de les posicions defensives britàniques a Mersa Matruh. Planejà tornar a l'ofensiva després que les seves tropes rebessin subministraments. Amb Mussolini urgint a Graziani a continuar, es programà un avanç italià sobre Mersa Matruh perquè comencés a mitjans de desembre.
Egipte trencà les relacions amb Itàlia i Alemanya. El 19 d'octubre, els avions italians bombardejaren Ma'adi, un barri molt europeïtzat del Caire.

## Ofensiva britànica

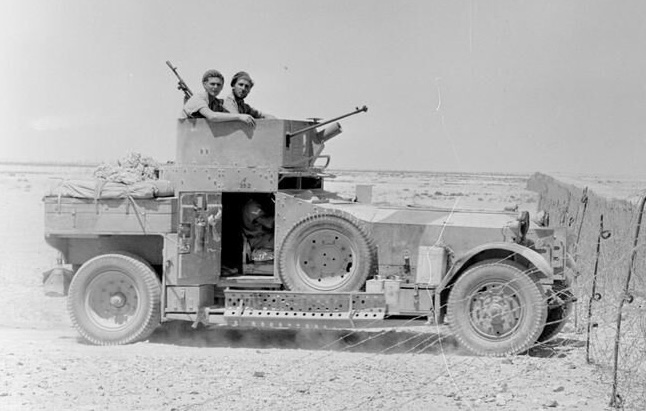
Un vehicle blindat Rolls-Royce de 1924 amb una torreta modificada, a la zona de Bardia, al Desert Occidental, 1940

El 9 de desembre de 1940 la Força del Desert Occidental (incloent-hi parts de la 4a Divisió Índia i la 7a Divisió Cuirassada britànica) llançà l'operació Brúxola, el contraatac britànic. Els italians van ser sorpresos amb la guàrdia baixa, i pel 10 de desembre les forces britàniques i índies havien capturat més de 20.000 presoners italians. L'endemà van atacar Sollum, on van rebre el suport de vaixells de la Flota de la Mediterrània. Sidi Barrani va caure el mateix dia.
Davant la sorpresa d'O'Connor, Wavel substituí l'experimentada 4a divisió Índia (que va ser enviada immediatament a Port Sudan) per la recentment arribada 6a Divisió Australiana. Els australians van dirigir-se a la conquesta de Bardia i Tobruk, capturant 67.000 personers i uns 500 canons, patint només 180 morts. A inicis de febrer, els italians es retiraven per tota la costa, perseguits.
O'Connor ordenà a la 7a Cuirassada que avancés per Mechili i Beda Fomm i tallés la línia de retriada italiana. El Major General Michael O'Moore Creagh envià la Combe Force pel davant dels tancs. La Combe Force arribà a Beda Fomm abans que els italians, bloquejant la carretera. El 6 de febrer, després d'una dura batalla, els italians rendiren 25.000 homes, 200 canons, 100 tancs i 1.500 vehicles.
Aquesta campanya havia capturat 130.000 italians a un cost de 2.000 baixes. Durant tota l'operació els italians cregueren que tenien molts menys homes que els britànics, quan realment era a l'inrevés. El Secretari d'Exteriors Anthony Eden, parafrassejant a Churchill, afirmà que Mai tants s'han rendit a tan pocs. Les restes de les tropes italianes es retiraren fins a El Agheila el 9 de febrer de 1941.
Durant el transcurs de la batalla, la Força del Desert Occidental passà a dir-se XIII Corps.

## Primera ofensiva de Rommel

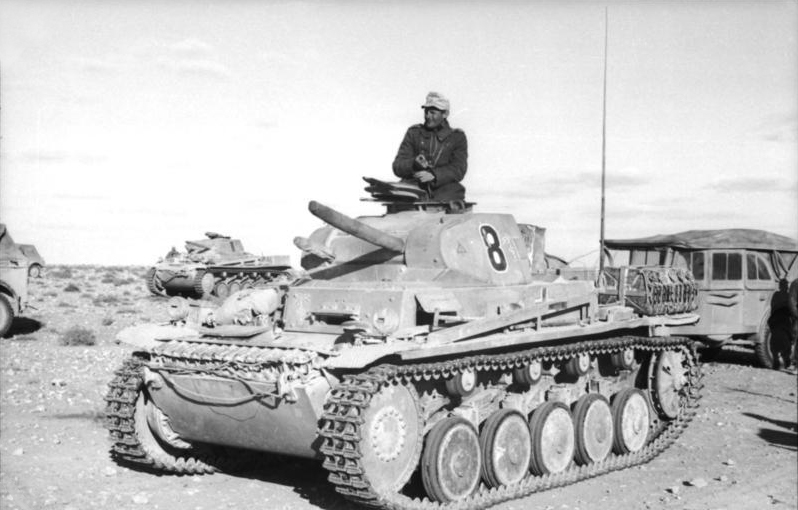
Panzer II alemany, amb un canó de 20mm i una metralladora en una torreta giratòria.

A inicis de 1941, després de la victòria decisiva britànica i de la Commonwealth a la Cirenaica, la posició militar no trigà a donar la volta. Wavel ordenà que una porció significativa del XIII Cos d'O'Connor anés a Grècia com a part de l'operació Lustre. Mentre que Wavell reduïa les seves forces al nord d'Àfrica, Hitler responia al desastre italià ordenant l'operació Girasol, desplegant el recentment format Deutsches Afrikakorps com a reforç per als italians per evitar el col·lapse total. El cos alemany incloïa tropes de refresc amb un equipament millor i un comandant carismàtic, el General Erwin Rommel.
Quan Rommel arribà al nord d'Àfrica, les seves ordres eren assumir una postura defensiva i mantenir la línia del front. Trobant-se que les defenses britàniques eren molt febles, derrotà ràpidament les forces aliades a El Agheila el 24 de març. Llavors llançà una ofensiva que, pel 15 d'abril, havia empès els britànics fins a la frontera a Sollum, reconquerint tota Líbia excepte Tobruk, la qual va ser encerclada i assetjada. Durant aquest avanç, el nou comandant de camp del Quarter General del Comandament de la Cirenaica (la nova denominació del XIII Cos), tinent general Philip Neame i el mateix O'Connor, que havia estat cridat per assistir-lo, van ser capturats igual que el recentment arribat Major-General Michael Gambier-Parry, comandant de la 2a Divisió Cuirassada britànica. Sense Neame ni O'Connor, les forces britàniques i de la Commonwealth van tornar a passar a estar sota el reactivat Quarter General de la Força del Desert Occidental. Al comandament estava el tinent general Noel Beresford-Peirse, que havia tornat a Cairo després de comandar la 4a Divisió d'Infanteria Índia a la campanya d'Àfrica Oriental.
La primera ofensiva de Rommel va ser generalment d'èxit i les seves forces destruïren la 2a Divisió Cuirassada. Es realitzaren diverses temptatives per assetjar les posicions aïllades a Tobruk, però fracassaren, i les línies del front s'estabilitzaren a la frontera egípcia.

## Setge de Tobruk

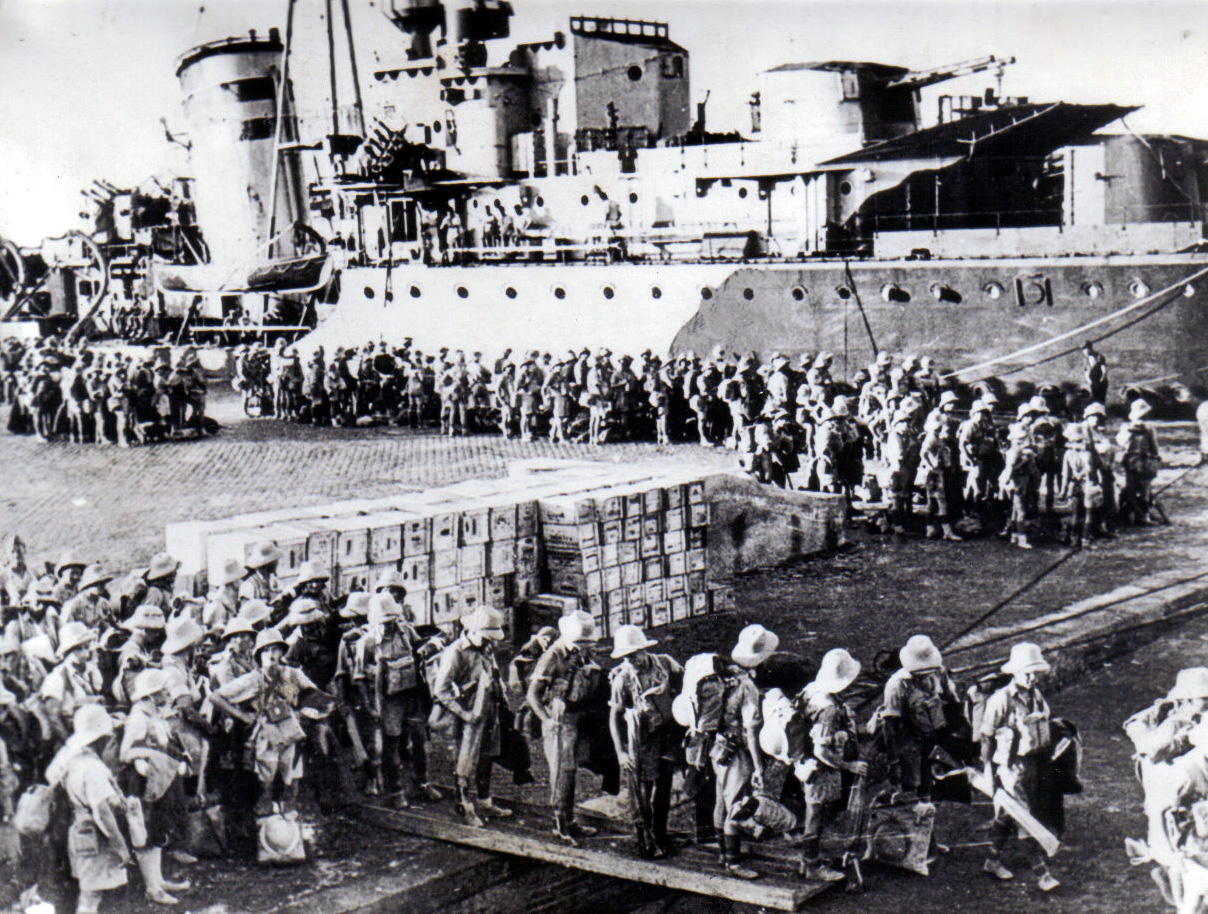
La Brigada dels Carpats arriba a Tobruk des d'Alexandria.

El setge italo-alemany de les forces britàniques i de la Commonwealth a Tobruk va ser un llarg enfrontament que s'estengué 240 dies.
La Força del Desert Occidental llançà l'operació Brevetat al maig de 1941. va ser un intent incomplert per assegurar més terreny per llançar l'esforç principal per rellevar la guarnició de Tobruk. L'operació Destral de Guerra va iniciar-se al juny. Després del fracàs de Destral de Guerra, Wavell va ser substituït per Claude Auchinleck com a Comandant en Cap de l'Orient Mitjà i les forces britàniques van ser reforçades amb l'arribada del XXX Corps.
El comandament Aliat es convertí en el Vuitè Exèrcit britànic, format per unitats de diversos països, incloent-hi la 9a Divisió i la 18a Brigada de l'Exèrcit Australià i de l'Exèrcit Indi, però també de divisions sud-africanes, neozelandeses, una brigada de Francesos Lliures sota el general Marie-Pierre Kœnig i la Brigada Independent de Fusellers Polonesa dels Carpats.

## Operació Croat

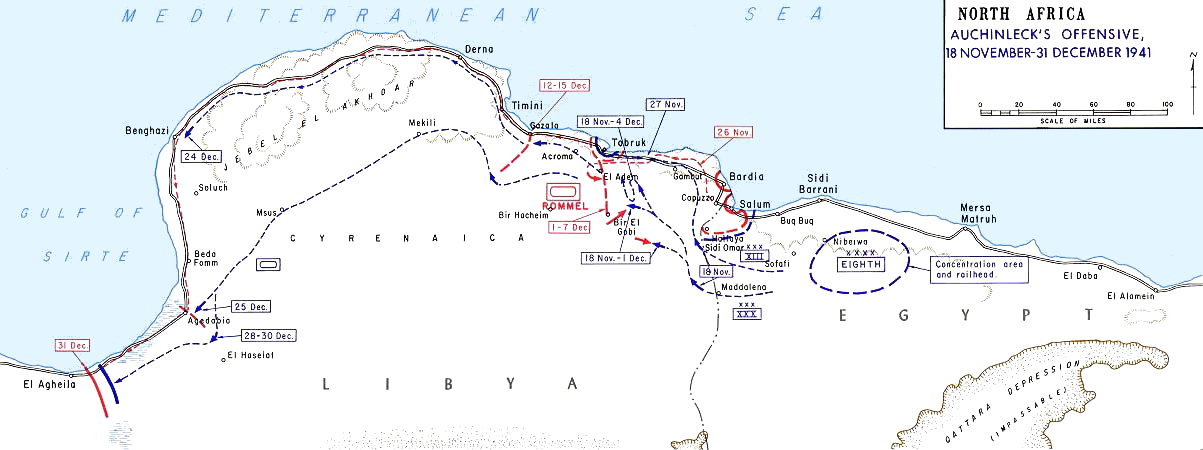
L'ofensiva d'Auchinleck, 18 de novembre – 31 de desembre de 1941.

El Vuitè Exèrcit, sota el comandament del tinent general Alan Cunningham, llançà l'operació Croat el 18 de novembre de 1941. tot i que l'Afrika Korps assolí diversos èxits tàctics (que causaren tensió entre els comandants britànics i comportaren que Auchinleck substituís a Cunningham pel Major-General Neil Ritchie), al final van ser obligats a retirar-se i tot el terreny que Rommel havia guanyat al març i abril va ser reconquerit, a excepció de les guarnicions de Bardia i Sollum. El punt més significatiu és que l'Eix va haver d'aixecar el setge que mantenia sobre Tobruk; i la línia del front s'establí de nou a El Agheila.

## Segona ofensiva de Rommel

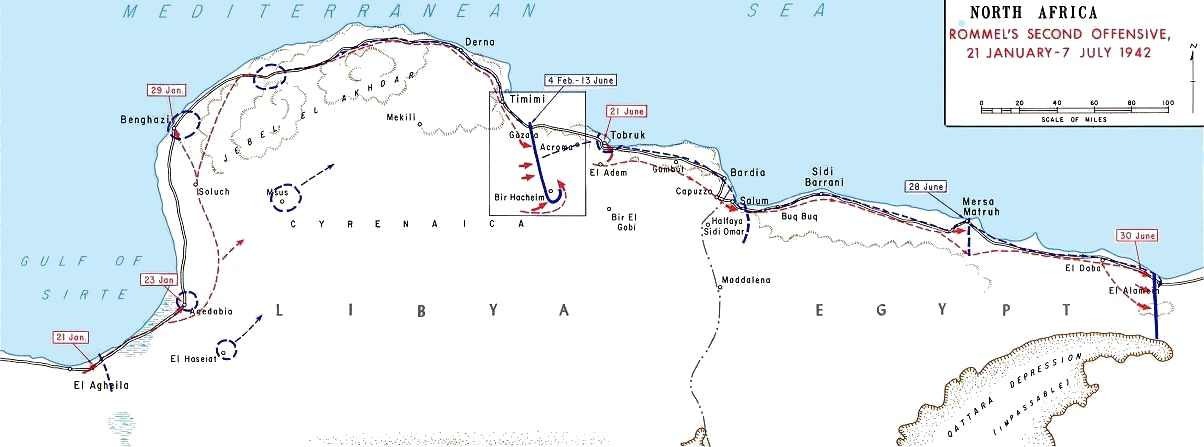
La segona ofensiva de Rommel – 21 de gener – 7 de juliol de 1942.

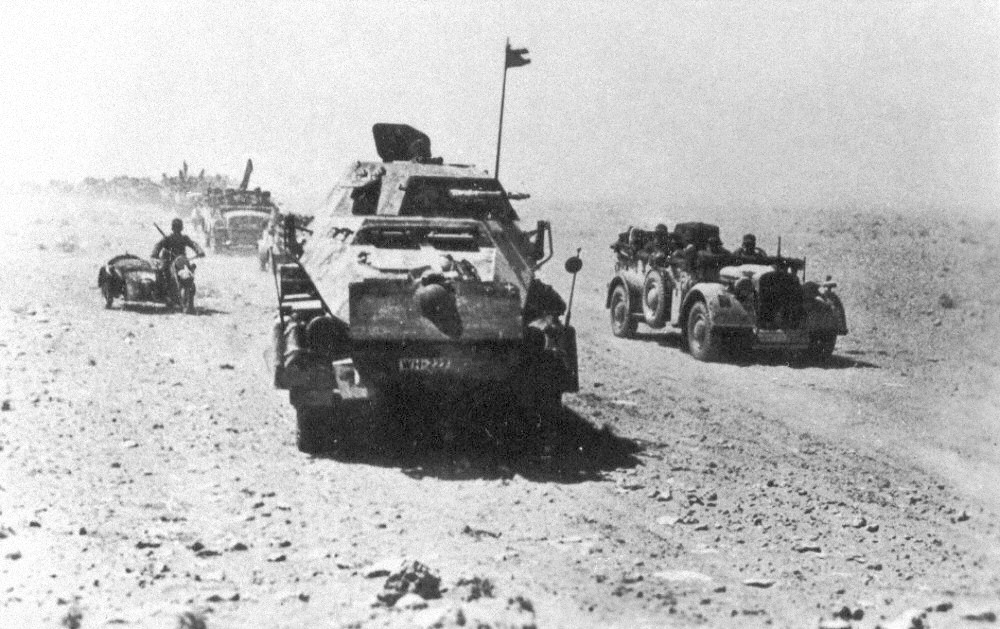
Avanç del 39è batalló de caçadors de tancs de l'Afrika Korps.

Després que l'Imperi del Japó ataqués Pearl Harbor el 7 de desembre de 1941, les forces australianes van ser retirades del Desert Occidental i dirigides al teatre del Pacífic, i la 7a Brigada Cuirassada va ser enviada a Birmània.
La relativament inexperta 1a divisió cuirassada britànica, que formava la principal defensa als voltants d'El Aghelia, va ser dispersada en lloc de concentrar els seus tancs, com unitats més experimentades havien après de campanyes anteriors. L'Afrika Korps de Rommel atacà el 21 de gener, destruint les unitats de la 1a Divisió Cuirassada. La 2a brigada cuirassada també s'havia dispersat i va ser fàcilment destruïda per unes forces de Rommel més concentrades. Ambdues unitats van veure's obligades a retirar-se per la Cirenaica fins a la Líbia oriental, juntament amb la 201a Brigada Motoritzada de Guàrdies, abandonant Msus i Bengasi a les tropes alemanyes.
Entre febrer i maig la línia del front s'establí a Gazala, just a l'oest de Tobruk, on ambdós exèrcits preparaven una ofensiva.
Rommel aconseguí llançar primer la seva ofensiva. Després d'una dura batalla de blindats, coneguda com "La Caldera", derrotà els Aliats a la batalla de Gazala i capturà Tobruk. Auchinleck acomiadà a Ritchie i prengué ell mateix el comandament del Vuitè Exèrcit, aturant a Rommel a la línia d'El Alamein, a només 100km d'Alexandria en la Primera Batalla d'El Alamein.

## Ofensiva Aliada de Montgomery

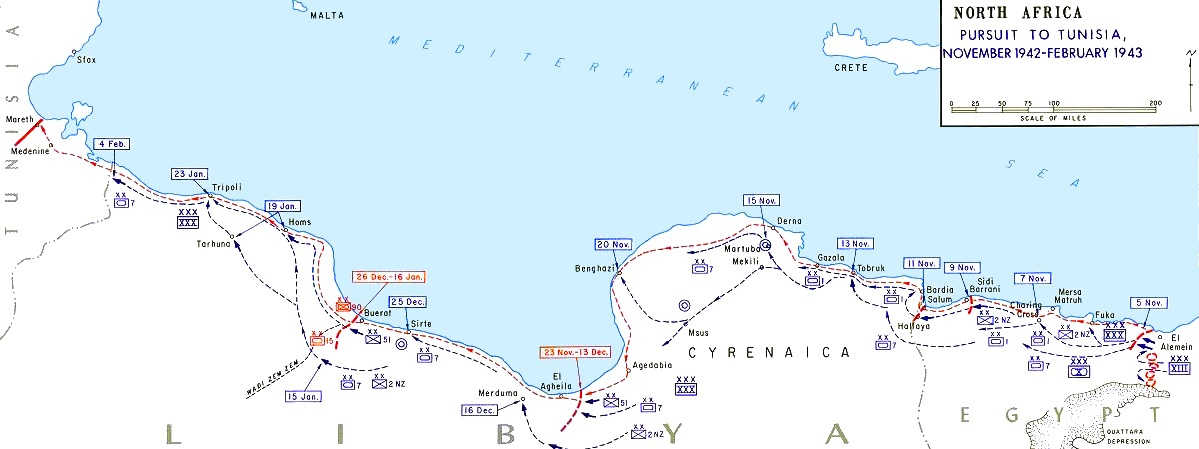
Ofensiva Aliada de Montgomery, novembre de 1942- febrer de 1943

Malgrat les circumstàncies, Churchill es mostrà desencantat amb Auchinleck. Va ser substituït pel general Harold Alexander com a Comandant de l'Orient Mitjà i pel tinent general Bernard Montgomery com a comandant del Vuitè Exèrcit. Així, el nou comandant de l'Exèrcit era lliure de responsabilitats que s'estenien des de Xipre al Sudan i Síria. Alexander també va ser un filtre efectiu davant les intervencions polítiques provinents de Londres.
Montgomery assolí una comprensible victòria defensiva a Alam el Halfa a l'agost de 1942, i després es dedicà a reforçar les tropes Aliades abans de tornar a l'ofensiva a la segona batalla d'El Alamein a l'octubre-novembre de 1942. La Segona batalla d'El Alamein es demostrà com una victòria decisiva. Malgrat una brillant acció de rereguarda feta per Rommel, els aliats reconqueriren Egipte i avançaren per la Cirenaica i Tripolitània, capturant Trípoli al febrer de 1943 i penetrant a Tunísia al març.
La pluja frustrà un intent d'encerclar les forces de l'Eix a Mersa Matruh, aconseguint escapar el 7 de novembre. La carretera de la costa havia estat tallada, però el Pas d' Halfaya va ser fàcilment conquerit i Egipte va quedar net. Tobruk va ser renconquerit el 13 de novembre, d'on de nou les tropes de Rommel aconseguiren fugir de la trampa, i Benghazi va caure el 20 de novembre. Aquestes dues ciutats portuàries eren essencials per la logística de la campanya.
Els alemanys i els italians es retiraren a una línia defensiva ja preparada a El Aghelia. Els subministraments i els reforços de l'Eix ara es dirigien a Tunísia, on Rommel quedà sense capacitat de contraatacar, a més que estava críticament curt de combustible. Hitler ordenà que la línia d'El Aghelia havia de ser mantinguda a qualsevol preu, mentre que Rommel veia millor retirar-se a Tunísia, a una forta posició defensiva a Gabès. Es concedí permís per una retirada fins a Buerat, a 70km a l'est de Sirte. Entre el 14 i el 16 de desembre es realitzà un nou intent per passar pel flanc El Agheila, però de nou no s'aconseguí encerclar l'enemic, car Rommel havia exercit la seva autoritat per retirar-se, i la seva línia de defensa estava adequadament defensada.

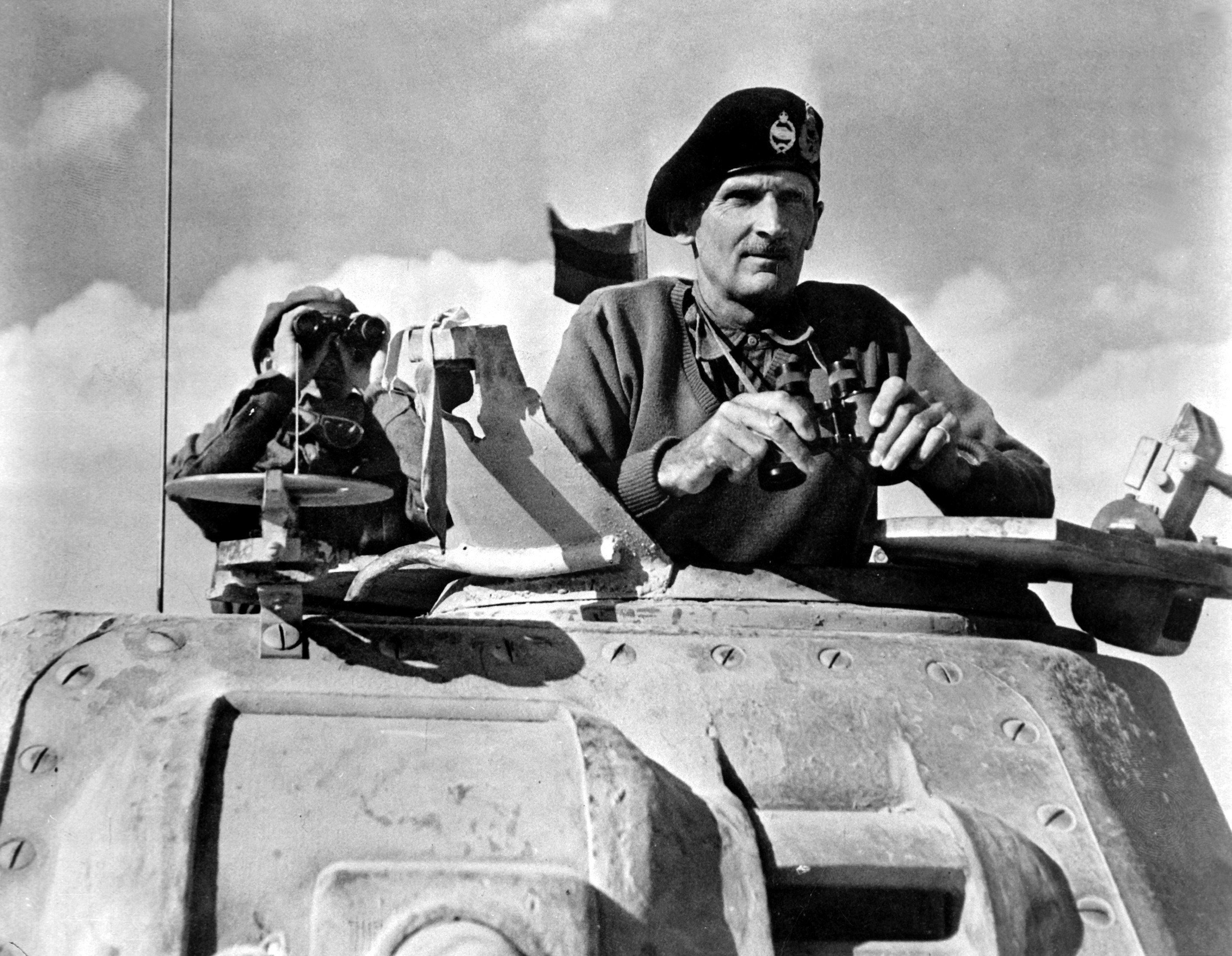
Bernard Montgomery

En aquells moments, el front estava a 640km del port de Tobruk i les dificultat de subministrament afectaven la capacitat de Montgomery per desplegar tota la seva potència. La pressió aliada continuà mentre que les tropes de l'Eix arribaven a Bierat. La línia no estava fortament defensada, i la persecució continuà. Trípoli va ser conquerida el 23 de gener de 1943, el seu port va poder-se emprar des del primer moment.
La retirada de Rommel continuà, malgrat que els italians s'hi mostraven en desacord. El 4 de febrer, les unitats Aliades entraren a Tunísia. Poc després, Rommel va ser cridat a Alemanya, per motius de salut.
Montgomery va ser criticat per no aconseguir atrapar els exèrcits de l'Eix, portant-los a una batalla decisiva i destruint-los a Líbia. Les seves tàctiques es veuen com a molt cauteloses i lentes. La rèplica és la capacitat defensiva de les tropes alemanyes en general i a l'Afrika Korps en particular; i Montgomery no necessitava portar a terme una campanya arriscada com s'havia fet fins llavors. La guerra al desert ha estat descrita com "el malson de la intendència", donades les seves condicions particulars i a les dificultats de subministrament. Montgomery és lloat per realitzar "campanyes equilibrades" i per aprofitar al màxim els seus recursos: no atacar fins que les seves tropes estiguessin totalment preparades i amb els subministraments adequats. La moral del Vuitè Exèrcit millorà enormement sota el seu comandament.

## Conclusió
Amb les forces de l'Eix expulsades de Líbia, ben aviat es trobarien atrapades durant la campanya de Tunísia entre els seus perseguidors del Vuitè Exèrcit a l'est i les forces anglo-americanes al Primer Exèrcit que havien desembarcat a l'oest en el transcurs de l'Operació Torxa.